# Гальмо (фільм, 2012)
«Гальмо» (англ. Brake) — фільм-трилер виробництва США режисера Ґейба Торреса, що вийшов на екрани 2012 року.

## Зміст
Агент спецслужб Джеремі Рейнс потрапив у непросту ситуацію. Його родину захопили в заручники. Терористи вимагають як викуп інформацію, якою володіє герой. Почуття обов'язку бореться в ньому з любов'ю до рідних. Зрештою, Рейнс приймає єдино можливе рішення – він вирішує самостійно знешкодити зловмисників і врятувати свою сім'ю.

## Ролі
| Актор              | Роль          |
| ------------------ | ------------- |
| Стівен Дорфф       | Джеремі Рейнс |
| Чайлер Лі          | Моллі Рейнс   |
| ДжейАр Борн        | Генрі Шоу     |
| Том Беренджер      | Бен Рейнольдс |
| Боббі Томберлін    | -             |
| Калі Роча          | -             |
| Кінг Орба          | -             |
| Прюітт Тейлор Вінс | -             |
| Семмі Шейк         | -             |
| Кент Шокнек        | -             |

## Знімальна група
- Режисер — Гейб Торрес
- Сценарист — Тімоті Менніону, Ендрю Гілтон
- Продюсер — Гейб Торрес, Джеймс Волкер, Нейтан Вест